# 9M83
9M83 je ruska dvostupanjska protuzračna raketa koja se koristi u sustavu vođenih projektila S-300W zajedno s 9M82.

## Tehnologija
Projektil 9M83 prvenstveno je dizajniran za presretanje balističkih projektila kratkog dometa, no može se koristiti i protiv zrakoplova i krstarećih raketa. Izbacuje se okomito prema gore iz spremnika za lansiranje. Raketni motor prvog stupnja pali se tek na visini od oko 40 m. 9M83 postiže brzinu od oko 1200 m/s u prosjeku za pet sekundi. Nakon što je pojačivač izgorio, odbacuje se, a raketni motor drugog stupanja se pali nakon 13,86 s. Zbog toga ubrzava do 1600 – 1700 m/s. Drugi stupanj je identičan onom kod 9M82. Postoji opcija odgode drugog stupnja paljbe do 20 sekundi kada se koristi protiv zrakoplova. Modernizirana verzija 9M83M s doseže domet od 120-150 km, a koristi se u vođenom raketnom sustavu S-300WM.
Lansirno-transportno vozilo 9A83 od 47,5 tona nosi četiri projektila 9M83 i opremljeno je radarom. Lansira dvije rakete u razmaku od 1-2 sekunde i navodi ih na cilj. Transportno-teretno vozilo 9A85 nosi četiri projektila i opremljeno je teretnom dizalicom. Također se koristi kao platforma za lansiranje.

## Tehničke specifikacije
| Sustav                                      | S-300W                      |
| Vođeni projektil                            | 9M83                        |
| Početak proizvodnje                         | 1988. godine                |
| Domet u borbi protiv zrakoplova             | 75 km (120–150 km za 9M83M) |
| Domet u borbi protiv projekila              | do 40 km                    |
| Operativna visina u borbi protiv zrakoplova | 25.000 m                    |
| Operativna visina u borbi protiv projektila | 25.000 m                    |
| Vrijeme pripreme                            | 5 minuta                    |
| Vrijeme reakcije                            | 15 s (7,5 za 9M83M)         |
| Duljina                                     | 7.900 mm                    |
| Promjer                                     | 915 mm                      |
| Masa kod lansiranja                         | 2.290 kg                    |
| Masa prvog stupnja                          | 1.077 kg                    |
| Masa drugog stupnja                         | 1.213 kg                    |
| Masa spremnika                              | 690 kg                      |
| Bojeva glava                                | 150 kg eksploziva/šrapnela  |
| Maksimalni domet prema meti od 0,05 m² RCS  | 30 km                       |
| Minimalna RCS koji se može otkriti          | 0,02 m²                     |

## Vanjske poveznice
- Snimanje filma na YouTubeu.
- Raketni sustav zemlja-zrak S-300  Arhivirana inačica izvorne stranice od 18. studenoga 2022. (Wayback Machine)
- Zaručnička kuverta S-300WM